# Březová (district d'Uherské Hradiště)
Pour les articles homonymes, voir Březová.
Březová (en allemand : Bresowa) est une commune du district d'Uherské Hradiště, dans la région de Zlín, en Tchéquie. Sa population s'élevait à 1 003 habitants en 2020.

## Géographie
Březová se trouve à la frontière avec la Slovaquie, à 24 km au sud-est d'Uherské Hradiště, à 34 km au sud-sud-est de Zlín et à 271 km à l'est-sud-est de Prague.
La commune est limitée par Bánov au nord, par Lopeník au nord-est, par la Slovaquie au sud-est, par Strání au sud-ouest et par Suchá Loz au nord-ouest.

## Histoire
La première mention écrite du village date de 1325.